# Macondo (Zeitschrift)
Macondo ist ein in Bochum herausgegebenes Literaturmagazin.

## Geschichte
Die Zeitschrift wurde 1998 von Frank Schorneck und Petra Vesper ins Leben gerufen. Benannt nach dem fiktiven Ort, in dem Gabriel García Márquez unter anderem seinen Roman Hundert Jahre Einsamkeit angesiedelt hat, soll Macondo als ein Ort dienen, in dem die Geschichten zusammenlaufen. Seit dem Jahr 2000 veranstalten die Herausgeber in Bochum das jährliche Macondo-Literaturfestival. Die letzte Ausgabe ist Nr. 24 aus dem Jahr 2011 zum Thema "Schurken". Aus dem Jahr 2011 stammt auch der letzte Aufruf zur Einreichung von Beiträgen zum Thema "Inseln". Zurzeit (2018) befindet sich ein Hinweis auf der Homepage der Zeitschrift, demzufolge die Herausgabe des Magazins durch einen Rechtsstreit gehemmt wird.

## Inhalt
Macondo bietet ein Forum für junge, unbekannte Literatur, kann aber auch regelmäßig renommierte Autoren zur Mitarbeit bewegen. So haben Monika Dieck, Ulrike Draesner, Max Goldt, Klaus Ebner, Gerhard Henschel, Marcus Jensen, Helmut Krausser, Markus Orths, Leander Scholz, Silke Andrea Schuemmer, Frank Schulz, Frank Goosen, Raymond Federman, Lan Huong Le, Daniel Zahno und viele andere in Macondo veröffentlicht.
Neben der Literatur ist die Schwarzweißfotografie ein wichtiges Standbein von Macondo. Zu den Fotografen, die Bilder in Macondo veröffentlicht haben, zählen unter anderem Anton Corbijn, Jürgen Schadeberg, Philipp Wente, Norbert Guthier, DocMaowi, Guy Tillim, Mario Cravo Neto, Zanele Muholi oder Pieter Hugo.

## Belege
1. ↑  Digitalisat von Ausgabe Nr. 17, abgerufen am 11. September 2012